# Monasterio de las Cuevas de Kiev
El monasterio de las Cuevas de Kiev (en ucraniano: Києво-Печерська лавра, romanizado: Kyivo-Pecherska lavra) es un monasterio cristiano ortodoxo en Kiev (Ucrania). El inicio de su existencia se data en 1051 durante el reinado de Yaroslav el Sabio. Es el monasterio más antiguo de Ucrania y uno de los lugares santos de la religión ortodoxa oriental. En 1990 fue declarado Patrimonio de la Humanidad por la Unesco, junto con la catedral de Santa Sofía.
Se encuentra sobre la calle del Levantamiento de Enero (en ucraniano: Ciчнeвoгo Пoвcтaння, romanizado: Sichnévogo Povstaña) en un área de colinas boscosas, cerca de la orilla occidental del río Dniéper. El recinto tiene una superficie de 28 ha y está rodeado por murallas. Se divide en dos zonas: la baja y la alta. Ambas albergan varios edificios de importancia religioso-cultural: iglesias, monasterios, museos, así como las antiguas cuevas de los monjes que conforman el núcleo histórico del complejo.

## Historia
En 1013, Antonio un monje ortodoxo asceta del monasterio Esfigmenu en el Monte Athos pero originalmente de Liubech en el Principado de Chernigov, regresó a la Rus de Kiev y se estableció Kiev como misionero de tradición monástica. Escogió una cueva de las colinas cercanas al río Dniéper, en el monte Bérestove. Otros monjes siguieron su ejemplo, construyeron más cuevas y formaron una comunidad, la misión de los monjes Antonitas. Las cuevas fueron construidas tanto en la parte alta («Cuevas Cercanas»), como en la parte baja de la zona («Cuevas Lejanas»).

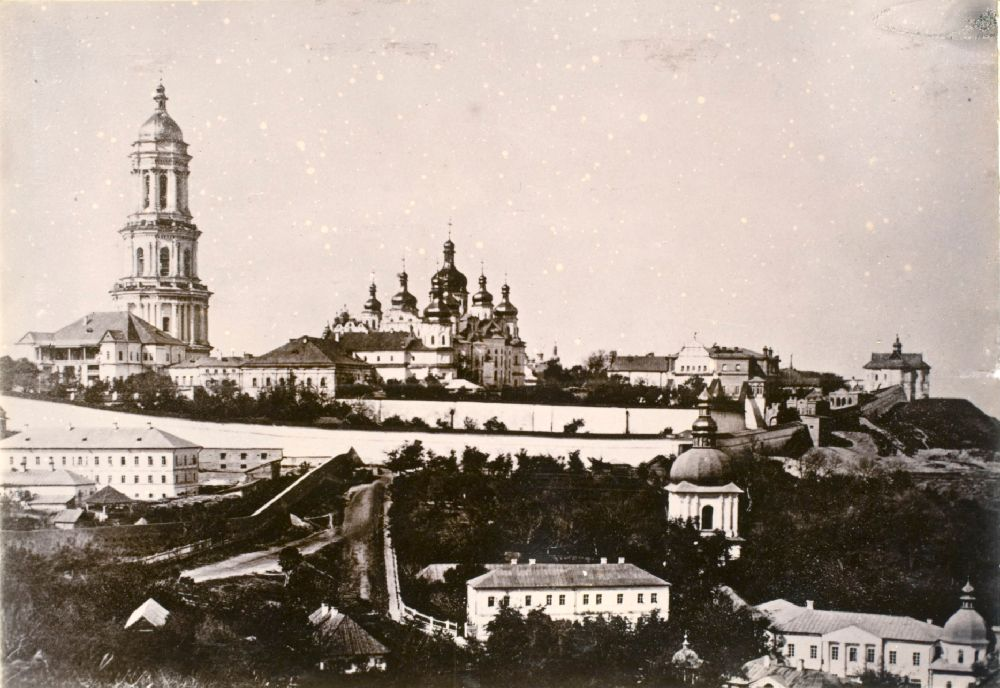
Monasterio de las Cuevas, Kiev, Department of Image Collections, National Gallery of Art Library, Washington D. C.

La fundación del monasterio se data en 1051, según la Crónica Primaria, bajo el reinado de Yaroslav I el Sabio, príncipe de la Rus de Kiev, por los monjes Antonio y Teodosio. El primero se encarga de las Cuevas Cercanas y el segundo de las Lejanas, motivo por el cual también se conoce a las Cuevas Cercanas como cuevas de Antonio y a las lejanas como cuevas de Teodosio. El primer patriarca del recién fundado monasterio fue el metropolitano Hilarión de Kiev.
Los príncipes de Kiev apoyaron generosamente el monasterio otorgando la tierra a los monjes, donando dinero y construyendo iglesias. Entre 1060 y 1062, se construyó en la zona de las Cuevas Lejanas el primer monasterio de madera. Años más tarde se empiezan a levantar otros edificios, entre ellos la primera construcción de la Iglesia de la Ascensión de la Virgen. Poco a poco se impone el monasterio como el centro religioso más importante del Rus de Kiev.
En los siglos posteriores el Monasterio fue atacado varias veces: en 1096 por los cumanos, en 1240 las hordas mongolas al mando de Batú Kan invaden Kiev y destrozan el complejo y en 1482 los tártaros lo saquean y queman. Pero cada vez el monasterio fue reconstruido y expandido.
En 1615, el archimandrita Yeliséi Pletenetski abre la primera imprenta. En 1631, el metropolitano Pedro Mogila funda la Escuela del Monasterio de las Cuevas. En 1668, al complejo monástico le fue concedido el título de Lavra, palabra eslava que se utiliza para designar a los monasterios ortodoxos de gran relevancia.

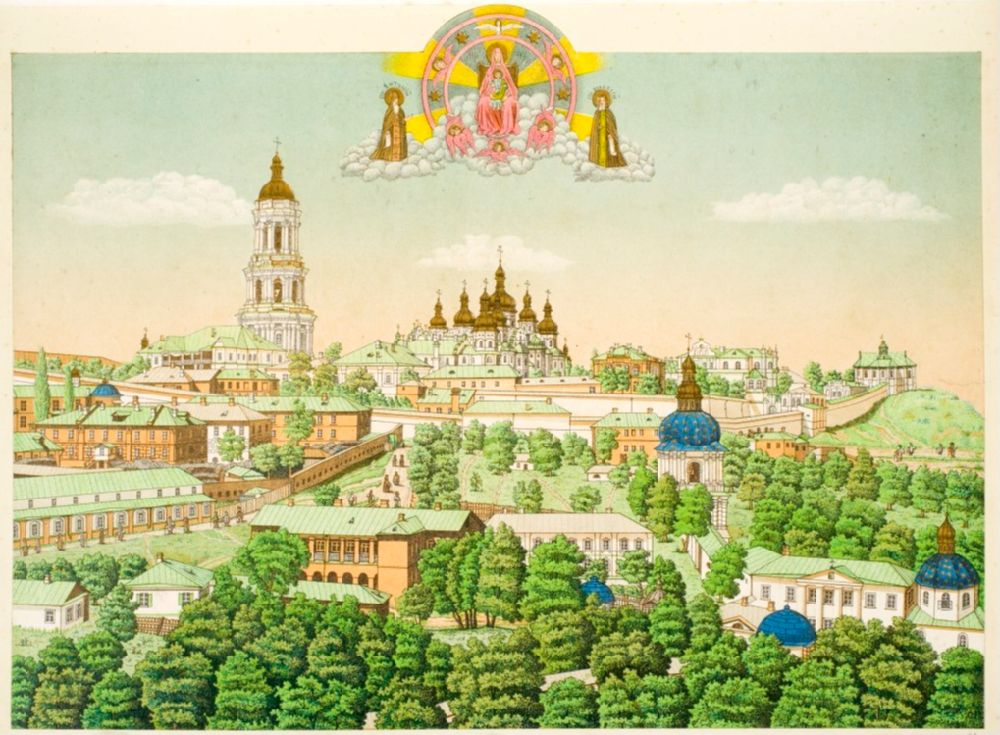
Pechersk Lavra, Kiev, Department of Image Collections, National Gallery of Art Library, Washington D. C.

Un incendio causó grandes desperfectos en 1718, el archivo y la imprenta fueron totalmente destruidos, diez años duró la reconstrucción. En este periodo se edificaron la mayoría de las iglesias que actualmente se pueden ver: la nueva Catedral de la Asunción de la Virgen, la Iglesia de la Puerta de la Trinidad, la Iglesia de Todos los Santos, etc. La construcción del Gran Campanario comenzó en 1731. Como última gran obra se levantó entre 1893 y 1895 el Refectorio.
A finales del siglo XVIII, se inició un periodo de creciente rusificación en Kiev. En 1921, tras la Revolución de Octubre de 1917, las autoridades soviéticas confiscaron muchas de las reliquias del monasterio y transformaron muchas de sus iglesias para otros fines. En 1926, se cerró oficialmente el monasterio y se transformó en un museo estatal, que entre otras cosas de temática socialista, hacía hincapié, paradójicamente, en la propaganda antirreligiosa. En 1929, se clausuraron las cuevas.
En la Segunda Guerra Mundial, el complejo fue seriamente dañado tanto por las tropas nazis que invadieron, como por las soviéticas en la retirada alemana. La Iglesia de la Asunción fue minada y destruida completamente, desapareciendo con ella todos sus tesoros.
Después de la guerra, el complejo fue restaurado y renombrado como Reserva Histórico-Cultural de las Cuevas de Kiev. De este periodo hasta 1961, se dejó a los monjes trabajar nuevamente en el monasterio y continuar con sus actividades religiosas, pero sin hacer propaganda ni proselitismo. En 1961, se volvió a prohibir toda actividad religiosa en el complejo y los monjes fueron expulsados.
No fue hasta junio de 1988, gracias a la política de apertura de Mijaíl Gorbachov y con motivo de la celebración del milenio de la Iglesia ortodoxa, que se entregaron las cuevas lejanas con todos sus edificios a la Iglesia. En 1990, le fue devuelto a ésta el control total del complejo monástico.
El complejo monástico fue nombrado una de las Siete Maravillas de Ucrania el 21 de agosto de 2007.
Hasta finales de 2022, la jurisdicción sobre el sitio había estado dividida entre el museo estatal, la Reserva Histórico-Cultural Nacional Kiev-Pechersk, y la Iglesia ortodoxa ucraniana (dependiente del patriarcado de Moscú) como sitio del jefe monasterio de esa Iglesia y residencia de su líder, Onofre de Kiev, metropolitano de Kiev y toda Ucrania.El gobierno ucraniano no renovó el contrato de arrendamiento de la Catedral de la Dormición y la Iglesia del Refectorio, devolviendo esas propiedades al control estatal directo.También anunció que se había concedido permiso a la Iglesia ortodoxa de Ucrania para celebrar una misa de Navidad en el 7 de enero de 2023.
El 17 de marzo de 2023, el secretario de prensa del presidente ruso Vladímir Putin, Dmitri Peskov, afirmó que la decisión de las autoridades ucranianas de no ampliar este contrato de arrendamiento a la Iglesia ortodoxa ucraniana del Patriarcado de Moscú "confirma la exactitud" de la invasión rusa de Ucrania.El 4 de mayo de 2023, en el refectorio del monasterio se desarrolló el concilio de obispos de la Iglesia ortodoxa de Ucrania en el que se tomó una decisión sobre la transición al calendario juliano.

## Construcciones

### Iglesias

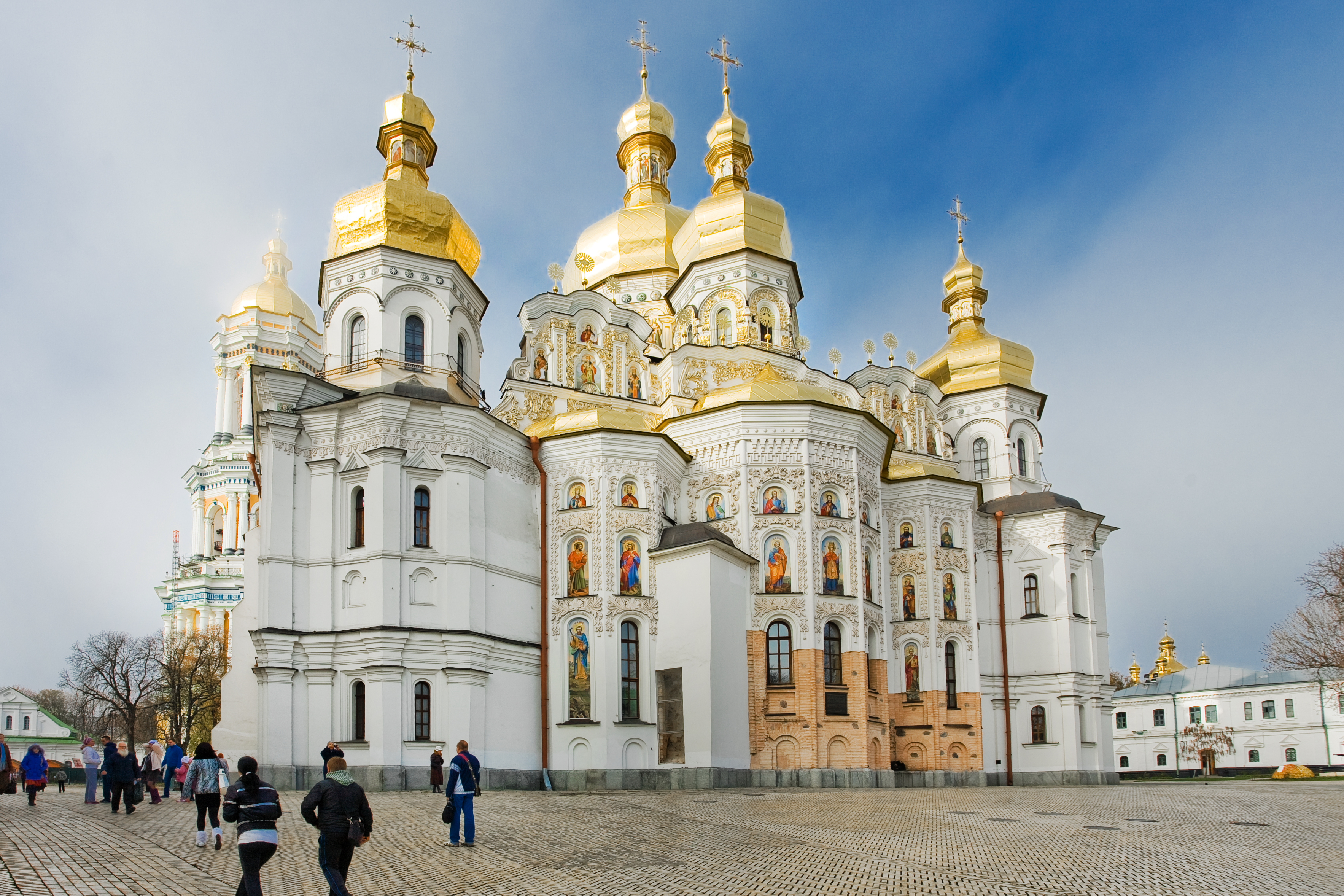
La Catedral de la Dormición

- Catedral de la Asunción (Catedral de la Dormición, en la tradición ortodoxa): es la principal iglesia del complejo monástico. Fue construida entre 1073 y 1078 por el monje Teodosio y fundada por el príncipe Sviatoslav II. El 3 de noviembre de 1941, en plena Segunda Guerra Mundial, tropas soviéticas minaron el edificio, quedando totalmente destruido. La reconstrucción de la catedral comenzó en 1988 y quedó terminada en agosto de 2000.
- Iglesia de la Santa Trinidad (1106–1108) – en la entrada principal al monasterio.
- Iglesia de Todos los Santos (1696–1698) – en la parte norte del complejo.
- Iglesia de la Concepción de Santa Ana (1679) – en las cuevas lejanas.
- Iglesia de la Elevación de la Cruz (1700) – justo sobre las cuevas lejanas.
- Iglesia de la Natividad de la Virgen (1696) – en las cuevas lejanas.
- Iglesia de la Resurrección (1698).
- Iglesia de la Transfiguración en Bérestove (1113–¿1125?).
- Iglesia del Salvador en Bérestove
- Iglesia de San Nicolás.
- Iglesia de San Antonio y San Teodosio (1893–1895), junto al Refectorio.

### Cuevas
Las cuevas en las que vivieron antiguamente los monjes en la (algunas datan del periodo Neolítico) han dado el nombre al conjunto monástico. Forman dos laberintos de túneles subterráneos, celdas y catacumbas con capillas e iglesias y numerosos nichos que sirvieron de sepultura a los monjes. En término medio ambos laberintos tienen un ancho de 1,5 m y 2 m de altura.

### Edificios y torres
- Refectorio (1893–1895).
- Farmacia – sede de la actual Biblioteca Histórica Estatal de Ucrania.
- Biblioteca Flaviana.
- Casa de Economía.
- Gran campanario del Lavra (1731–1744) – tiene 96,5 m de altura y fue construido por el arquitecto Johann Gottfried Schädel en estilo clasicista.
- Campanario de las Cuevas Nuevas.
- Academia y Seminario Teológico de Kiev.
- Torre de Iván Kushchnyk.
- Torre de los Pintores (Torre Maliarna)
- Torre Onufriivska.
- Torre del Reloj (Torre Hodynikova).
- Murallas de fortificación – rodean completamente el territorio del monasterio.

### Museos
- Tesoro del Museo Nacional de Historia de Ucrania.
- Museo del Libro y la Publicidad – en la casa de la antigua imprenta.
- Museo Estatal de Teatro, Música y Artes Fílmicas – en el antiguo hospital del Monasterio.
- Museo Nacional de las Artes Decorativas – en las instalaciones de la antigua Casa del Metropolitano y la Iglesia Blagovéschenskaya, construidas en el siglo XVII.
- Museo de Miniaturas.
- Museo de los Hologramas.

## Galería

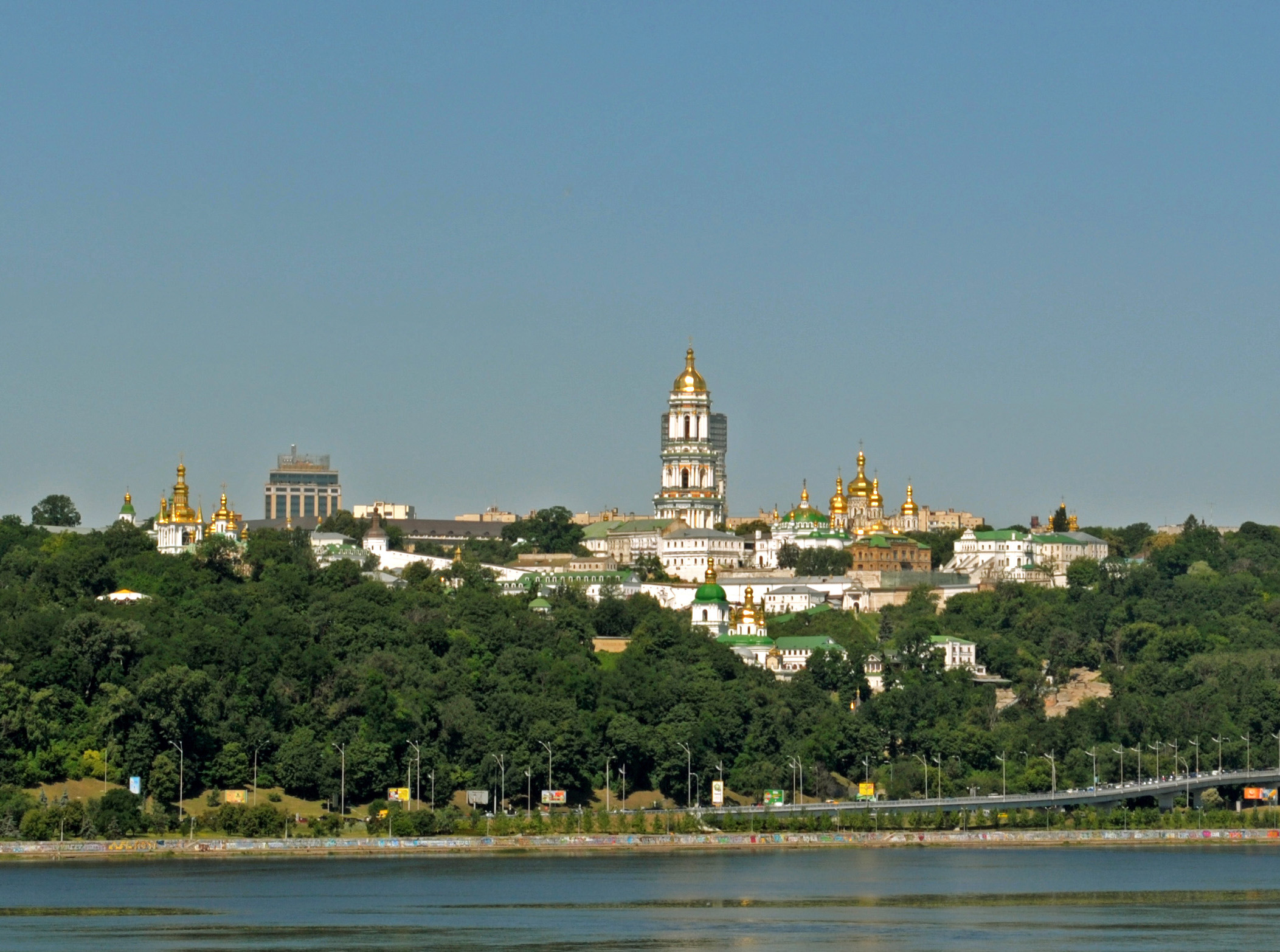
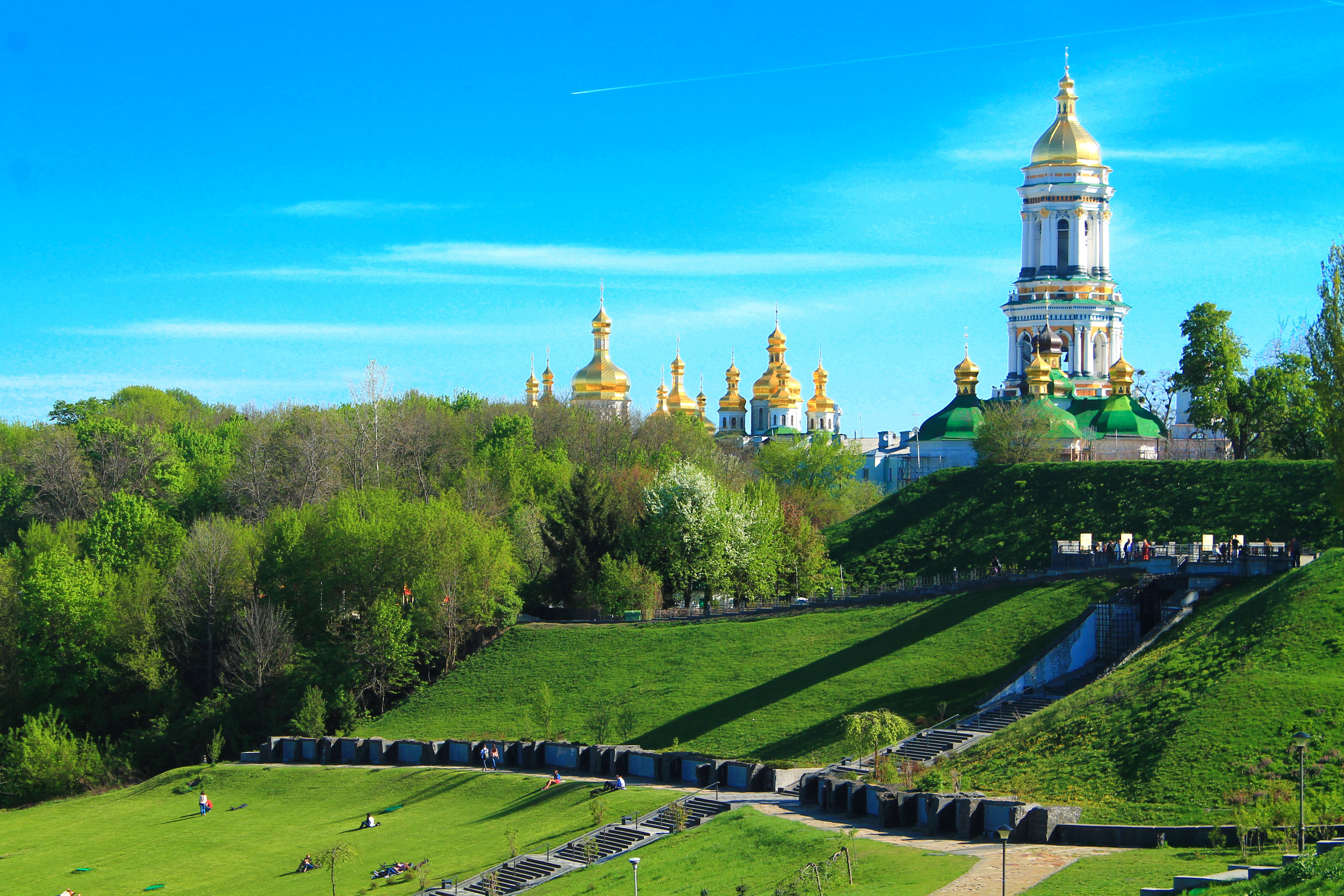
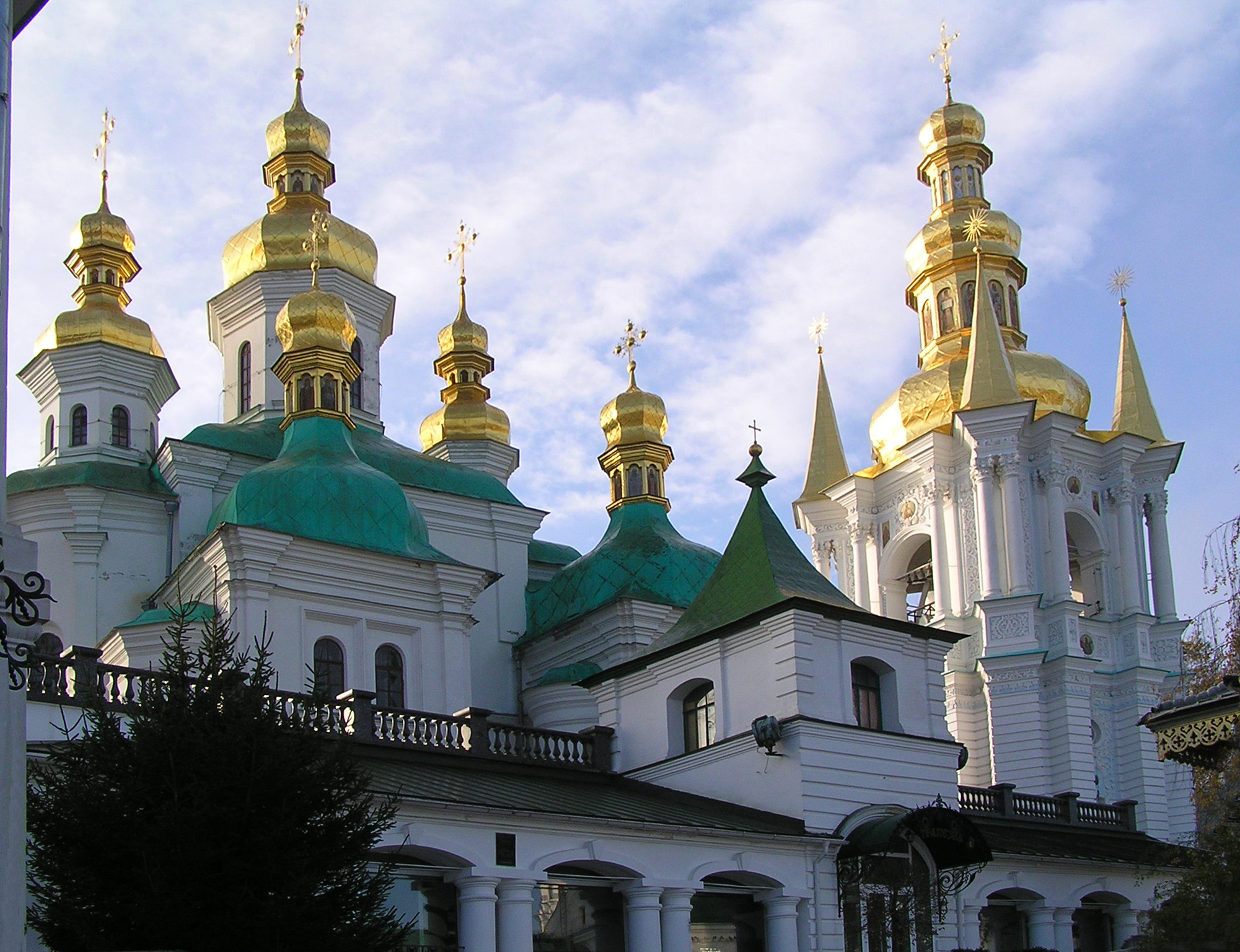
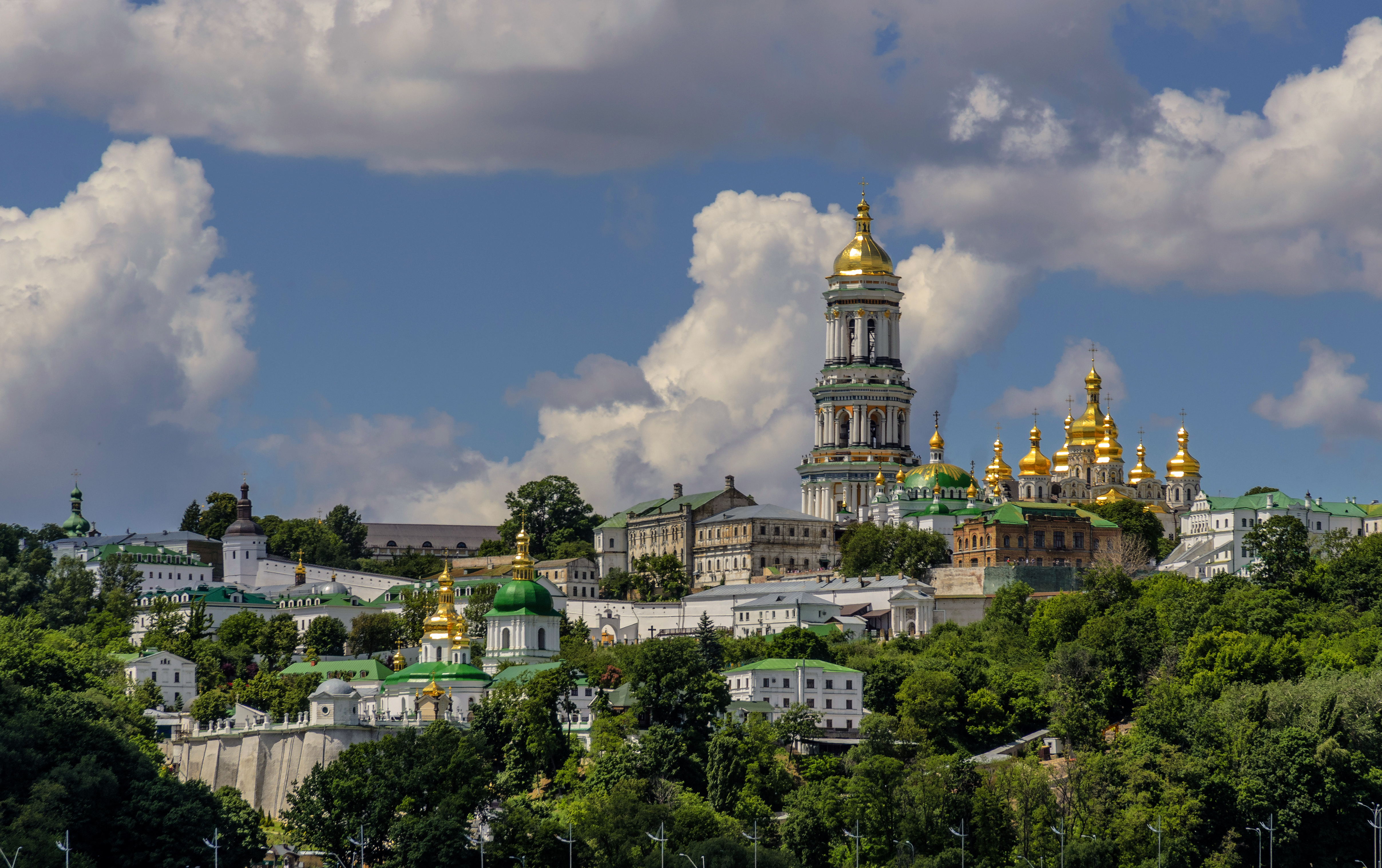
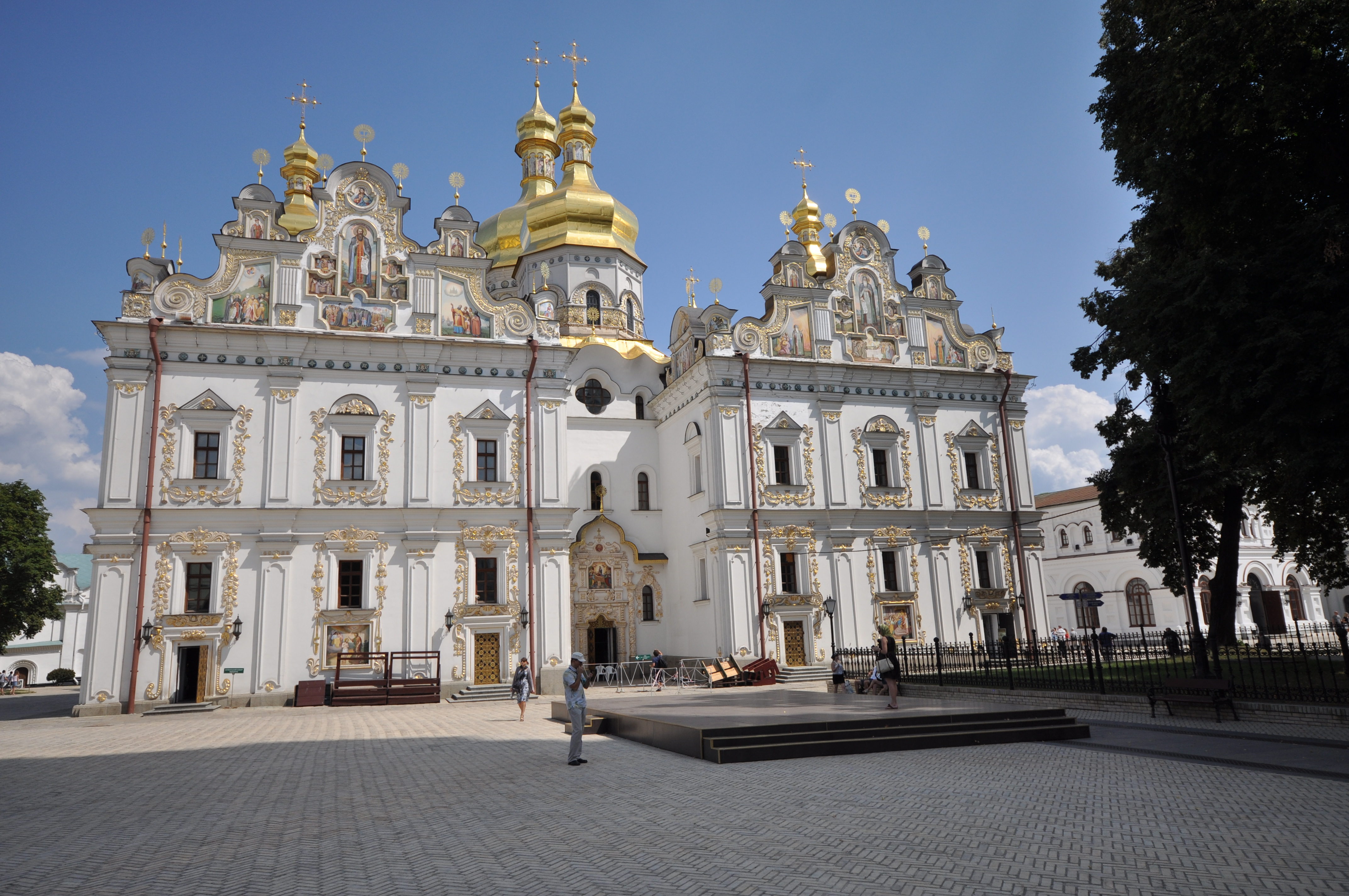
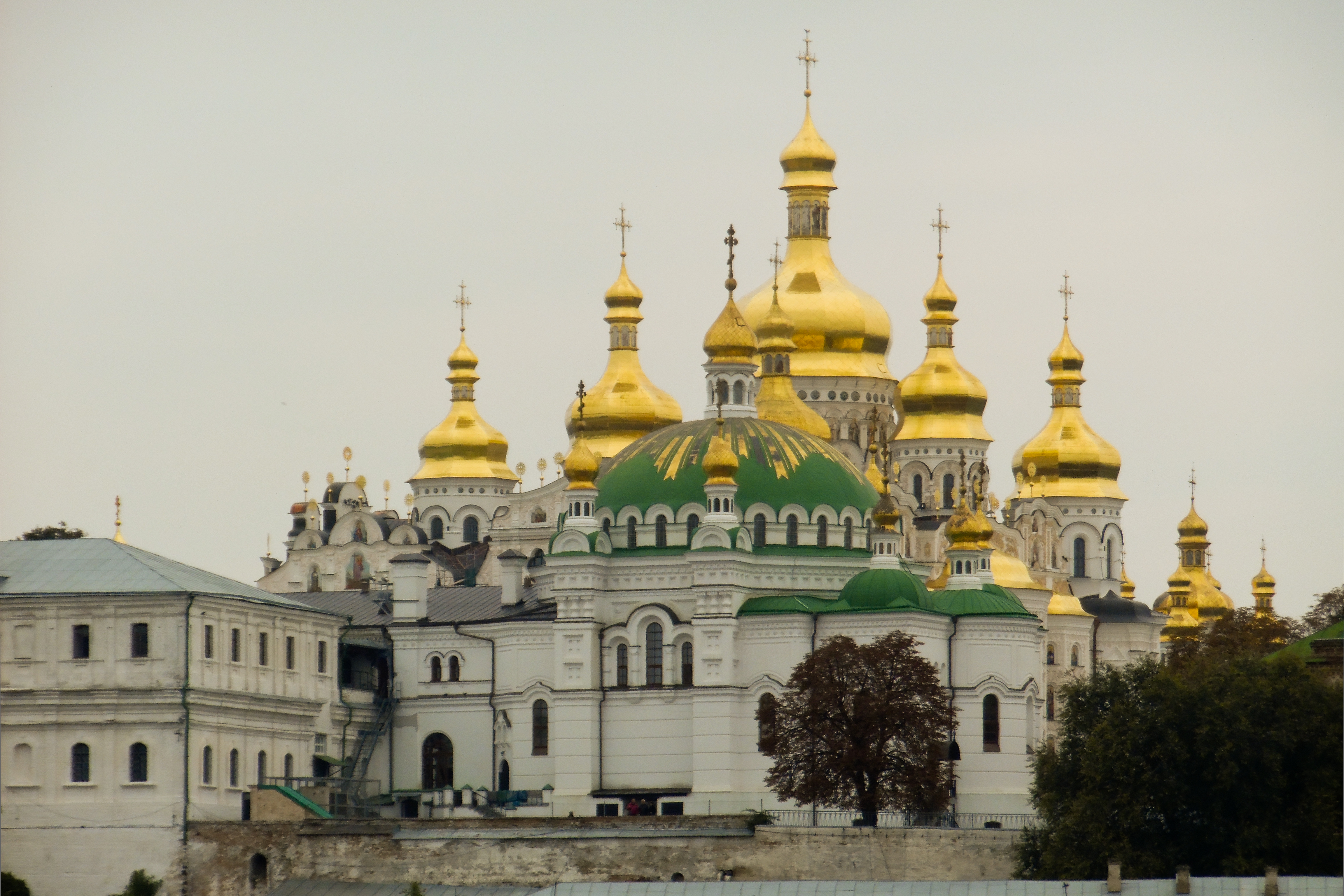
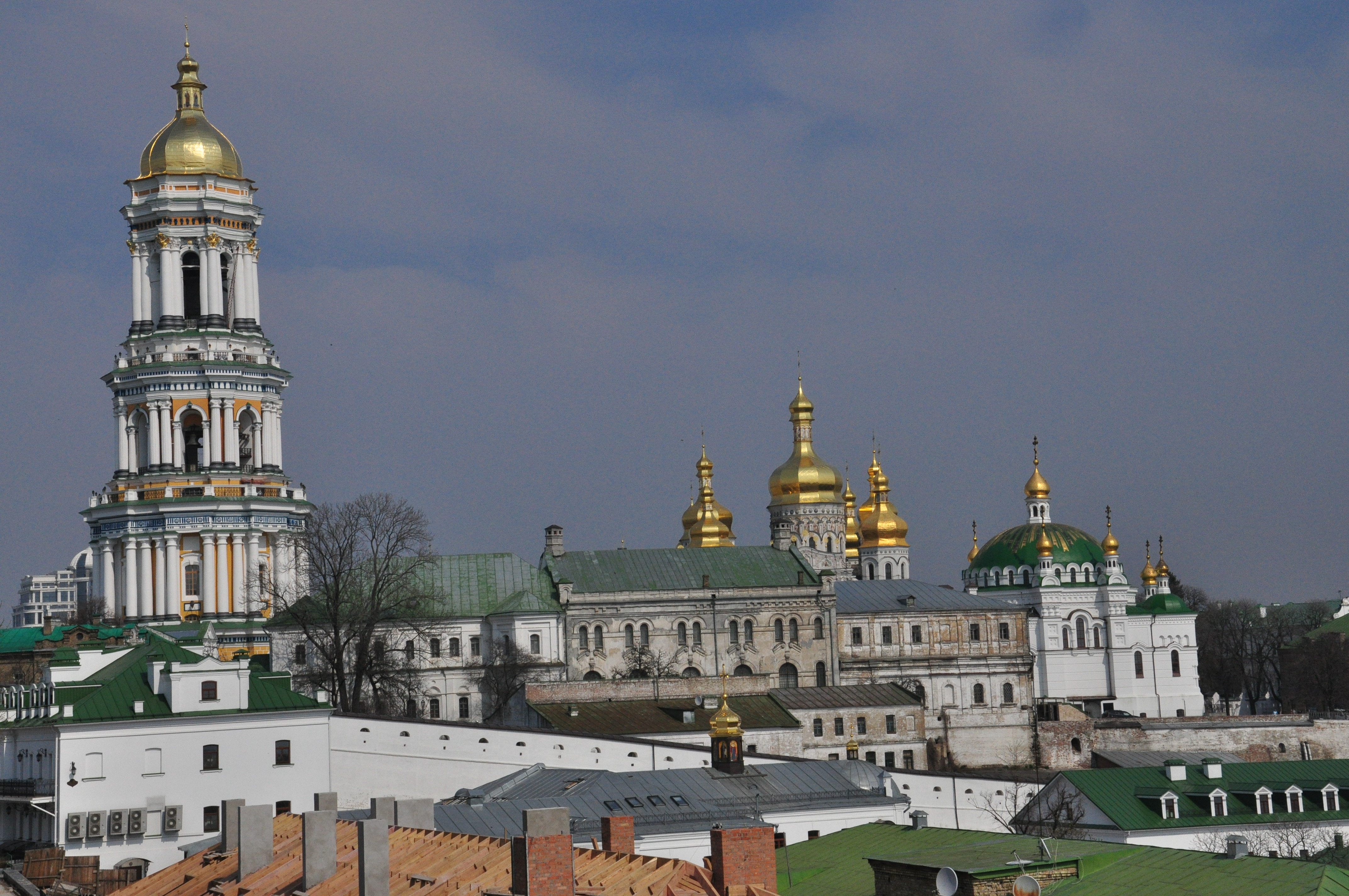
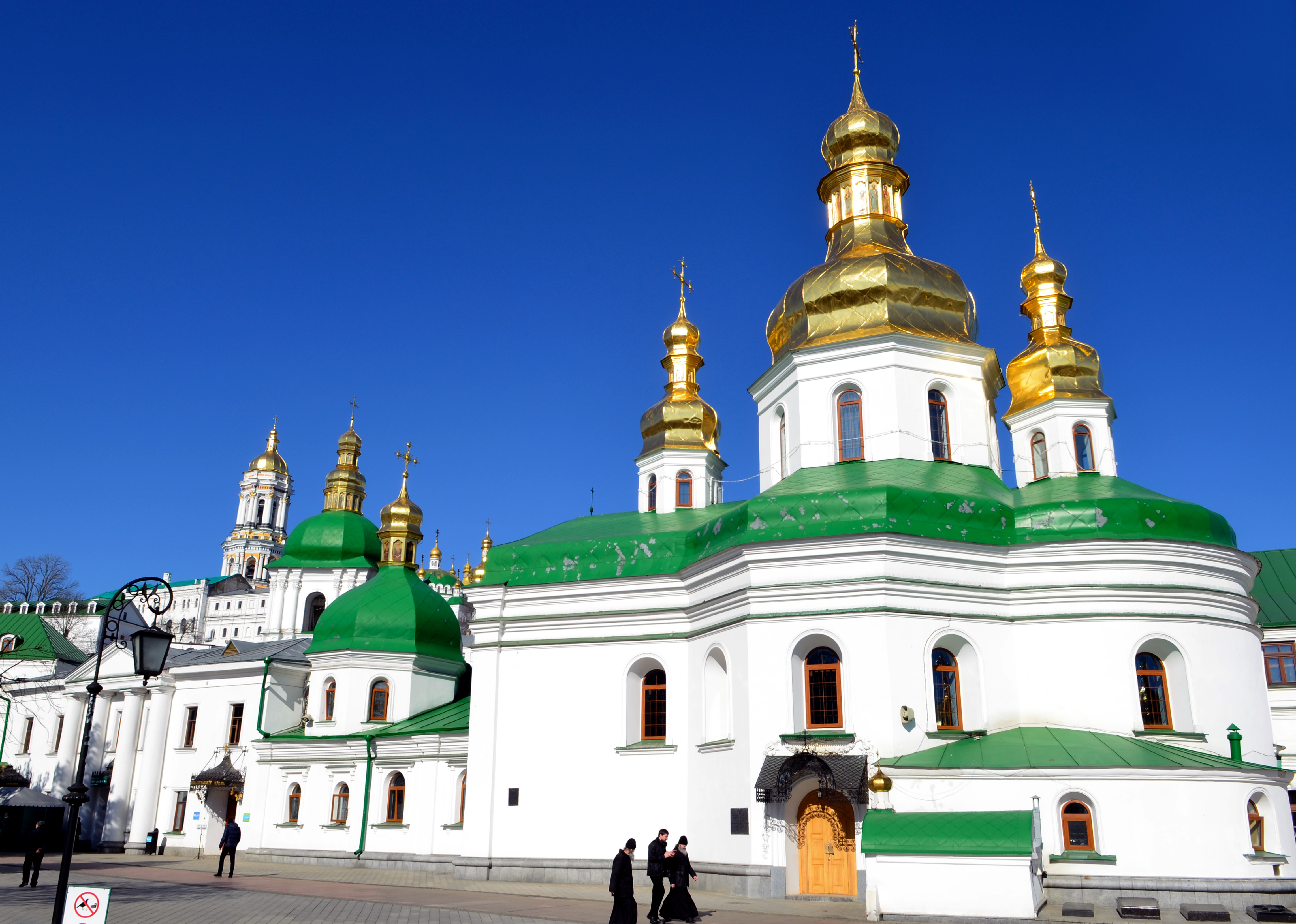